# Палачёв, Игорь Витальевич
И́горь Вита́льевич Палачёв (род. 9 октября 1973 года, Брянск) — советский и российский футболист, нападающий.

## Карьера
За свою карьеру провел 328 матчей и забил 138 голов в различных лигах СССР и России, а также 20 матчей и 9 мячей в Кубке страны. Является лучшим бомбардиром клуба «Уралмаш» за один сезон — 36 мячей в сезоне 2000 года.